# Martin Ransohoff
Pour les articles homonymes, voir Ransohoff.
Martin Ransohoff (La Nouvelle-Orléans, 7 juillet 1927 - Los Angeles, 13 décembre 2017) est un producteur américain de cinéma et de télévision.

## Filmographie

### Producteur
- 1962 : Garçonnière pour quatre de Michael Gordon
- 1963 : The Wheeler Dealers d'Arthur Hiller
- 1964 : Les Jeux de l'amour et de la guerre d'Arthur Hiller
- 1965 : Le Chevalier des sables de Vincente Minnelli (également scénariste)
- 1965 : Le Kid de Cincinnati de Norman Jewison
- 1966 : Le Mystère des treize (Eye of the Devil) de J. Lee Thompson
- 1967 : Le Bal des vampires de Roman Polanski
- 1967 : Comment réussir en amour sans se fatiguer d'Alexander Mackendrick
- 1967 : Chaque soir à neuf heures de Jack Clayton
- 1968 : Destination Zebra, station polaire de John Sturges
- 1969 : A Midsummer Night's Dream de Peter Hall
- 1969 : Un château en enfer de Sydney Pollack
- 1969 : Hamlet de Tony Richardson
- 1970 : Catch-22 de Mike Nichols
- 1970 : La Guerre des bootleggers de Richard Quine
- 1971 : L'Étrangleur de Rillington Place de Richard Fleischer
- 1971 : Terreur aveugle de Richard Fleischer
- 1972 : Les Poulets de Richard A. Colla
- 1973 : Sauvez le tigre de John G. Avildsen
- 1974 : The White Dawn de Philip Kaufman (également scénariste)
- 1976 : Transamerica Express d'Arthur Hiller
- 1979 : Morsures d'Arthur Hiller
- 1979 : Les Seigneurs de Philip Kaufman
- 1980 : Changement de saisons de Richard Lang (également scénariste)
- 1981 : American Pop de Ralph Bakshi
- 1982 : La Folie aux trousses de Sidney Poitier
- 1983 : Class de Lewis John Carlino
- 1985 : À double tranchant de Richard Marquand
- 1987 : La Gagne de Ben Bolt et Harold Becker
- 1988 : Scoop de Ted Kotcheff
- 1989 : Preuve à l'appui (en) de Michael Crichton
- 1989 : Welcome Home de Franklin J. Schaffner
- 1993 : L'Avocat du diable de Sidney Lumet
- 1997 : Turbulences à 30000 pieds de Robert Butler

### Télévision
- 1964 : The Beverly Hillbillies (série télé)
- 1979 : Co-ed Fever (série télé)